# بانک سیمپانان ناسیونال
بانک سیمپانان ناسیونال (انگلیسی: Bank Simpanan Nasional) شرکت دولتی خدمات مالی و بانکداری مالزیایی است، که در سال ۱۹۷۴ تأسیس شد.